# Jacques Lunis
Jacques Lunis (* 27. Mai 1923 in Pierrecourt, Département Seine-Maritime; † 2. November 2008 in Le Plessis-Trévise, Département Val-de-Marne) war ein französischer Sprinter, der sich auf den 400-Meter-Lauf spezialisiert hatte.
Bei den Leichtathletik-Europameisterschaften 1946 in Oslo gewann er Silber in 48,3 Sekunden hinter dem Dänen Niels Holst-Sørensen (47,9 s). Zwei Tage später gewann die französische Mannschaft in der 4-mal-400-Meter-Staffel in der Besetzung Bernard Santona, Yves Cros, Robert Chef d’Hôtel mit Lunis als Schlussläufer den Europameistertitel in 3:14,4 Minuten mit einer Zehntelsekunde Vorsprung auf die britische Stafette.
Bei den Olympischen Spielen 1948 in London schied Lunis über 400 Meter im Viertelfinale aus. Die französische Stafette in der Besetzung Jean Kerebel, Francis Schewetta, Chef d’Hôtel und Lunis gewann hinter dem US-amerikanischen Quartett Silber in 3:14,8 Minuten, wobei die Franzosen vom Ausfall der Stafette Jamaikas profitierten.
1950 bei den Europameisterschaften in Brüssel gewann Lunis in 47,6 s Silber hinter dem Briten Derek Pugh (47,3 s). Die 47,6 Sekunden wurden als französischer Rekord erst fünf Jahre später unterboten. Die französische Stafette mit René Leroux, Schewetta, Jean-Paul Martin du Gard und Lunis lief mit 3:11,6 Minuten französischen Rekord, wurde aber hinter den Briten, Italienern und Schweden nur Vierte.
Jacques Lunis war 1946, 1948, 1949 und 1950 französischer Meister im 400-Meter-Lauf.